# غارات إيران-العراق الحدودية 2011
كانت الغارات عبر الحدود بين إيران والعراق عام 2011 عبارة عن سلسلة عمليات نفذها الحرس الثوري الإسلامي الإيراني ضد حزب الحياة الحرة الكردستاني (بيجاك)، وهو جماعة كردية متمردة. بدأت العمليات في يوليو 2011، وتضمنت هجمات على قواعد حزب الحياة الحرة الكردستاني في الأراضي الإيرانية، والتوغل في أراضي كردستان العراق، وقصف قواعد وقرى تابعة لحزب الحياة الحرة الكردستاني في المناطق العراقية الخاضعة لسيطرة الأكراد، واستهدافًا مباشرًا لقيادة حرب العصابات الكردية في جبال قنديل. أسفرت الاشتباكات عن مقتل وجرح العشرات من الجانبين، ونزوح مئات القرويين الأكراد. ولا تزال الأعداد الدقيقة للضحايا من كلا الجانبين موضع جدل.
في 29 سبتمبر/أيلول، قبل حزب الحياة الحرة الكردستاني الشروط الإيرانية وانسحب بالكامل من الأراضي الإيرانية، فيما وصفه القادة الإيرانيون بالاستسلام. ووفقًا للحرس الثوري الإيراني، فقد قُتل أكثر من 180 مقاتلًا من الحزب وأُصيب أكثر من 300 خلال العمليات. كلفت العملية إيران 150 مليون دولار. وانتهك الجانبان وقف إطلاق النار في ديسمبر/كانون الأول 2011 في مدينة بانه.

## التسلسل الزمني

### هجوم يوليو
بدأت إيران هجومها على حزب الحياة الحرة الكردستاني في 11 يوليو، بعد تصعيد نشاط الحزب في شمال غرب إيران وبدأت في قصف مواقع الحزب في شمال العراق في 16 يوليو. في 17 يوليو، قتل الحرس الثوري الإيراني ما لا يقل عن خمسة أعضاء من حزب الحياة الحرة الكردستاني في غارة دمرت أحد مقرات المجموعة في شمال غرب إيران. وادعى حزب الحياة الحرة الكردستاني أن 21 جنديًا إيرانيًا قتلوا في الاشتباكات. من ناحية أخرى، أكدت السلطات الإيرانية خسائرها التي بلغت قتيلًا وثلاثة جرحى، بينما زعمت أنها ألحقت "خسائر فادحة" بالمتمردين. وأعلنوا أنهم استولوا على ثلاث قواعد للمتمردين، حُدِّد إحداها باسم مرفان وقيل إنها المعسكر الرئيسي لحزب الحياة الحرة الكردستاني في المنطقة.
في 20 يوليو، قتل حزب الحياة الحرة الكردستاني 5 أعضاء من الحرس الثوري الإيراني وقائدًا واحدًا من الحرس الثوري الإيراني. كما قتلت قوات الحرس الثوري الإيراني 35 مقاتلاً من حزب الحياة الحرة الكردستاني وأسرت العديد من الآخرين خلال الاشتباكات التي جرت في 25 يوليو. بحلول 26 يوليو، وردت أنباء عن مقتل أكثر من 50 مقاتلاً من حزب الحياة الحرة الكردستاني و8 من الحرس الثوري  بينما نزح أكثر من 800 شخص بسبب القتال وفقًا للجنة الدولية للصليب الأحمر. قُتل ما لا يقل عن 3 مدنيين. خلال الاشتباكات في مرتفعات جاسوسان وألوتان في اليوم التالي، ادعت القوات الإيرانية أنها قتلت أكثر من 21 مقاتلاً من حزب الحياة الحرة الكردستاني، مؤكدة مقتل اثنين من قوات الحرس الثوري الإيراني وإصابة اثنين آخرين خلال الاشتباكات.
في الأول من أغسطس، وبناءً على طلب حكومة إقليم كردستان ، أوقفت إيران هجومها ومنحت قوات حزب الحياة الحرة الكردستاني فترة سماح مدتها شهر واحد خلال شهر رمضان المبارك لسحب جميع قواتها من الأراضي الإيرانية.

### تخريب خط أنابيب تبريز-أنقرة
في 29 يوليو، فجّر مسلحون يُشتبه في انتمائهم لحزب الحياة الحرة الكردستاني خط أنابيب تبريز-أنقرة، والذي أُصلح في اليوم التالي. في 1 أغسطس، قتلت القوات الإيرانية 3 مسلحين واعتقلت 4 آخرين قيل إنهم مسؤولون عن الهجوم في غرب أذربيجان. وكان من بينهم على الأقل مواطن تركي. وتأكد لاحقًا أن المواطن التركي هو مراد كاراساك الملقب بـ"جميل"، والذي ورد أنه قائد المجموعة التي نفذت الهجوم وكان أحد القتلى الثلاثة في القتال. وأفادت وسائل الإعلام التركية لاحقًا أنه كان الرجل الثاني في قيادة حزب الحياة الحرة الكردستاني.

### محاولات وقف إطلاق النار
في 8 أغسطس/آب 2011، صرّح عبد الرحمن حاجي أحمدي، زعيم حزب الحياة الحرة الكردستاني، بأن الجماعة المسلحة المتمردة مستعدة للتفاوض مع إيران، مؤكدًا على ضرورة حل القضايا الكردية "بالطرق السلمية". وفي مقابلة حصرية مع روداو، أقرّ حاجي أحمدي بأن التسوية حتمية في بعض الحالات، وأشار إلى أن حزب الحياة الحرة الكردستاني مستعد لإلقاء السلاح. وأضاف أن القتال قد لا يساعد الأكراد على نيل حقوقهم السياسية والثقافية في إيران.
في 8 أغسطس/آب 2011، صرّح مراد قرايلان، زعيم حزب العمال الكردستاني (PKK)، بأنهم سحبوا جميع مقاتلي حزب الحياة الحرة الكردستاني (PJAK) من إيران وأرسلوهم إلى معسكرات الحزب في جبال قنديل. وأضاف أنهم استبدلوا قوات حزب الحياة الحرة الكردستاني على الحدود الإيرانية بقوات حزب العمال الكردستاني لمنع المزيد من الاشتباكات، ودعا إيران إلى وقف الهجمات، لأنه على عكس حزب الحياة الحرة الكردستاني، لم يكن حزب العمال الكردستاني في حالة حرب مع إيران.  وأصدر قرايلان البيان التالي:
بصفتنا حزب العمال الكردستاني، لم نعلن أي حرب على إيران. ولا نرغب في محاربة الجمهورية الإسلامية الإيرانية أيضًا. لماذا؟ لأن أحد أهداف القوى الدولية التي تسعى لإعادة رسم ملامح المنطقة هو حصار إيران. وهم حاليًا أكثر انشغالًا بسوريا. إذا تمكنوا من تسوية الأمور هناك كما يحلو لهم، فسيكون دور إيران هو التالي. بصفتنا أكرادًا، لا نرى صوابًا الدخول في حرب مع إيران في مثل هذه المرحلة. لا مصلحة لكم في استهداف حزب العمال الكردستاني... يجب عليكم إنهاء هذا الصراع. أمريكا هي من تريد استمرار هذا الصراع، لأن هجماتكم هذه تخدم مصالح أمريكا. إنهم يريدون إضعاف حزب العمال الكردستاني وإيران على حد سواء. 

### الاستيلاء المزعوم على مراد قرايلان
في 16 أغسطس، صرح علاء الدين بوروجردي رئيس لجنة الشؤون الخارجية في البرلمان الإيراني لوكالة مهر للأنباء أن القائد الأعلى لحزب العمال الكردستاني مراد قرايلان قد قُبِضَ عليه خلال عملية الحرس الثوري الإسلامي، وهو ادعاء رفضه حزب العمال الكردستاني، الذي أخبر قناة روج التلفزيونية أن قرايلان بخير وحر. ومع ذلك، في وقت لاحق، نفى وزير الخارجية الإيراني علي أكبر صالحي ووزير الخارجية التركي أحمد داود أوغلو أيضًا الخبر. وقال وزير الداخلية التركي إدريس نعيم شاهين إن الأخبار خلطت بين مراد قرايلان وقائد حزب الحياة الحرة الكردستاني مراد كاراساج، الذي قُتل على يد القوات الإيرانية في أذربيجان الغربية في 2 أغسطس.
ومع ذلك، فقد أدى هذا إلى العديد من نظريات المؤامرة في وسائل الإعلام، على سبيل المثال من قبل كاتب عمود صحيفة زمان اليوم ماركار إيسايان، أن إيران كانت تحاول مساعدة جميل بايق في تنفيذ انقلاب داخلي في حزب العمال الكردستاني من خلال الاستيلاء على كارايلان، حتى تتمكن إيران من اكتساب النفوذ على المنظمة.  ادعى إمري أوسلو ، وهو كاتب عمود آخر في صحيفة زمان اليوم أن إيران استولت على كارايلان لتحقيق نصر سياسي في الصراع على حزب الحياة الحرة الكردستاني، من خلال جعل حزب العمال الكردستاني يتوقف عن دعمهم. يعتقد مركز أبحاث مؤيد لحزب العمال الكردستاني يوسف زياد أن هذه كانت بداية لتشكيل تحالف شيعي كردي من قبل إيران. يعتقد زياد وكاتب عمود صحيفة حريت قدري جورسيل أن هذا مدفوع بالمعارضة التركية لنظام البعث بشار الأسد في سوريا. زعم عبد القادر سيلفي، كاتب عمود في صحيفة يني شفق، أن إيران أخرجت كاراييلان من قنديل وأحضرته إلى أرومية لحمايته من الغارات الجوية التركية. وزعم البروفيسور سادات لاشينر، رئيس جامعة جنق قلعة، أن إيران أطلقت سراح قرايلان، وهذا دليل على دعمها لحزب العمال الكردستاني. كما يُستشهد بدرع صواريخ الناتو في تركيا كسببٍ يدفع إيران لدعم حزب العمال الكردستاني.
وذكر تقرير لاحق في صحيفة زمان اليوم أن مراد قرايلان ربما يكون قد أصيب بالفعل في العملية الإيرانية ولم يُقبَض عليه.

### هجوم سبتمبر
في 2 سبتمبر، جددت إيران هجومها العسكري ضد مقاتلي حزب الحياة الحرة الكردستاني في شمال العراق في أغسطس بعد انتهاء وقف إطلاق النار في رمضان، بعد أيام فقط من ادعاء المسؤولين الأتراك أن غاراتهم الجوية في أغسطس ضد حزب العمال الكردستاني قتلت ما يصل إلى 160 مسلحًا في كردستان العراق. ادعت مصادر إيرانية أن المتمردين استخدموا الهدنة لحفر أنفاق في مرتفعات جاسوسان بالقرب من الحدود الإيرانية. في 4 سبتمبر، ادعت إيران أن الهجوم أسفر عن مقتل وإصابة 30 مقاتلاً من حزب الحياة الحرة الكردستاني وفي 5 سبتمبر 2011، رفض الحرس الثوري الإسلامي وقف إطلاق النار الذي أعلنه حزب الحياة الحرة الكردستاني باعتباره لا معنى له، طالما بقيت قوات حزب الحياة الحرة الكردستاني داخل حدود الجمهورية الإسلامية. كما قالت إيران إن قواتها قتلت 30 مقاتلاً من حزب الحياة الحرة الكردستاني وجرحت 40 خلال أيام القتال العديدة.
في 7 سبتمبر، زعم الحرس الثوري الإيراني أن نائب قائد حزب الحياة الحرة الكردستاني ماجد كافيان الملقب بـ "سمكو سرهولدان" قُتل أثناء قيادته لعملية في كوتامان. وقيل إن كافيان، الرجل الثاني في حزب الحياة الحرة الكردستاني هو القائد العملياتي الرئيسي للمجموعة، حيث يعيش الزعيم الأول للمجموعة، حاجي أحمدي، في ألمانيا. وأكد حزب الحياة الحرة الكردستاني مقتل كافيان في بيان على موقعه على الإنترنت. وفي 9 سبتمبر، زعمت إيران أنها أسرت اثنين آخرين من قادة حزب الحياة الحرة الكردستاني.
في 21 سبتمبر، زعم الحرس الثوري الإسلامي أنه نجح في إجبار مقاتلي حزب الحياة الحرة الكردستاني المسلحين على الخروج من الأراضي الإيرانية.

### نهاية العملية
في 29 سبتمبر 2011، أفادت مصادر إيرانية أن حزب الحياة الحرة الكردستاني استسلم رسميًا مع مقتل 180 شخصًا وإصابة 300 آخرين،  وقبول المطالب الإيرانية بالانسحاب لمسافة ميل واحد من الحدود الإيرانية ووقف العمليات المسلحة. أعلن السفير الإيراني لدى العراق حسن دانائي فر أنهم قاموا بتطهير جميع المناطق من أنشطة حزب الحياة الحرة الكردستاني وأنهم توصلوا إلى اتفاق مع الحكومة المركزية العراقية وحكومة إقليم كردستان، تعهدوا فيه بالحفاظ على الحدود سلمية.
في أكتوبر/تشرين الأول 2011، صرّح رئيس إقليم كردستان العراق مسعود بارزاني بأن الحدود بين إيران وكردستان العراق ستكون آمنة من الآن فصاعدًا، بعد اتفاق مع حزب الحياة الحرة الكردستاني. ومع ذلك، كان من الواضح أن انسحاب حزب الحياة الحرة الكردستاني كان لأغراض إعادة الانتشار على طول الحدود الإيرانية العراقية. انهار وقف إطلاق النار في أواخر ديسمبر/كانون الأول 2011، عندما أسفر اشتباك في بانه بين الحرس الثوري الإيراني عن سقوط ضحايا.

## الخسائر
في 5 أغسطس، قال زعيم حزب الحياة الحرة الكردستاني، رحمن حاج أحمدي، لنيوزماكس إن أكثر من 300 من الحرس الثوري الإيراني قُتلوا في سلسلة من الكمائن، بينما أقر بخسارة 16. ومع ذلك، زعم المسؤولون الإيرانيون أنهم قتلوا أكثر من 150 من قوات حزب الحياة الحرة الكردستاني خلال العمليات، مؤكدين مقتل 17 من الحرس الثوري فقط. قُتل المزيد في الهجمات عبر الحدود في أغسطس، بينما زعمت إيران أنها قتلت أيضًا 30 مقاتلاً من حزب الحياة الحرة الكردستاني وجرحت 40 في أوائل سبتمبر.
وبحسب العميد عبد الله عراقي من الحرس الثوري الإيراني، فقد قُتل 180 مقاتلاً من حزب الحياة الحرة الكردستاني وجُرح 300 آخرين بحلول نهاية العملية.

## الاستجابات
- انتقدت هيومن رايتس ووتش إيران بسبب عمليتها العسكرية، قائلة إنها تمتلك أدلة على أن قواتها استهدفت المدنيين عمداً.[1]
- كردستان العراق: دعا رئيس إقليم كردستان العراق مسعود بارزاني يوم الثلاثاء 6 سبتمبر/أيلول المقاتلين الأكراد إلى التخلي عن تمردهم المسلح والسعي بدلا من ذلك إلى تحقيق أهدافهم من خلال الدبلوماسية. [1]
- العراق : اتفقت حكومة العراق وحكومة إقليم كردستان في نهاية المطاف مع إيران على اتخاذ تدابير ضد حزب الحياة الحرة الكردستاني لتحقيق الاستقرار في منطقة الحدود. [35]